# Араукания
Араукани́я (исп. Araucanía) — административная область в центральной части Чили. Включает в себя 2 провинции и 32 коммуны.
Территория — 31 842.3 км². Население — 957 224 человека (2017). Плотность населения — 30,06 чел./км²..
Административный центр — город Темуко.

## Расположение
Область граничит:
- на севере — с областью Био-Био;
- на востоке — с Аргентиной;
- на юге — с областью Лос-Риос.

На западе области — побережье Тихого океана.

## Демография
Область имеет крупнейшую в стране долю коренного индейского населения (мапуче) — 25 %, около 50 % составляют метисы, оставшиеся 25 % — потомки первых переселенцев из Испании (среди них много басков) и более поздних иммигрантов из Германии, Швейцарии, Голландии, Австрии. Есть общины арабов, евреев и корейцев.
Согласно сведениям, собранным в ходе переписи 2017 г. Национальным институтом статистики (INE),  население области составляет:
| Полное население                         | Полное население                         | Полное население                         | Полное население                         | Полное население                         | 957 224 |
| ---------------------------------------- | ---------------------------------------- | ---------------------------------------- | ---------------------------------------- | ---------------------------------------- | ------- |
| в том числе:                             | Городское население                      | 678 544                                  | Процент городского населения, %          | 70.89                                    |         |
|                                          | Сельское население                       | 278 680                                  | Процент сельского населения, %           | 29.11                                    |         |
|                                          | Мужское население                        | 465 131                                  | Процент мужского населения, %            | 48.59                                    |         |
|                                          | Женское население                        | 492 093                                  | Процент женского населения, %            | 51.41                                    |         |
| Плотность населения, чел/км²             | Плотность населения, чел/км²             | Плотность населения, чел/км²             | Плотность населения, чел/км²             | Плотность населения, чел/км²             | 30,08   |
| Население региона в % к населению страны | Население региона в % к населению страны | Население региона в % к населению страны | Население региона в % к населению страны | Население региона в % к населению страны | 5.45    |

## Крупнейшие населённые пункты[5]
- Темуко — 245 347 чел. (2002)
- Падре-Лас-Касас — 58 795 чел. (2002)
- Анголь — 48 996 чел. (2002)
- Вильяррика — 45 531 чел. (2002)
- Лаутаро — 32 218 чел. (2002)
- Виктория — 23 977 чел. (2002)

## Административное деление
Область включает в себя 2 провинции и 32 коммуны.
| Политико-административное деление области Араукания | Политико-административное деление области Араукания |                    |
| --- | --------------------------------------------------- | ------------------ |
| \| Провинция \| Административный центр \| Коммуна \| \| --------- \| ---------------------- \| ------------------ \| \| 1 Каутин \| Темуко \| 1 Карауэ \| \| 1 Каутин \| Темуко \| 2 Чольчоль \| \| 1 Каутин \| Темуко \| 3 Кунко \| \| 1 Каутин \| Темуко \| 4 Курареуэ \| \| 1 Каутин \| Темуко \| 5 Фрейре \| \| 1 Каутин \| Темуко \| 6 Гальварино \| \| 1 Каутин \| Темуко \| 7 Горбеа \| \| 1 Каутин \| Темуко \| 8 Лаутаро \| \| 1 Каутин \| Темуко \| 9 Лонкоче \| \| 1 Каутин \| Темуко \| 10 Мелипеуко \| \| 1 Каутин \| Темуко \| 11 Нуэва-Империаль \| \| 1 Каутин \| Темуко \| 12 Падре-Лас-Касас \| \| 1 Каутин \| Темуко \| 13 Перкенко \| \| 1 Каутин \| Темуко \| 14 Питруфкен \| \| 1 Каутин \| Темуко \| 15 Пукон \| \| 1 Каутин \| Темуко \| 16 Сааведра \| \| 1 Каутин \| Темуко \| 17 Темуко \| \| 1 Каутин \| Темуко \| 18 Теодоро-Шмидт \| \| 1 Каутин \| Темуко \| 19 Тольтен \| \| 1 Каутин \| Темуко \| 20 Вилькун \| \| 1 Каутин \| Темуко \| 21 Вильяррика \| \| 2 Мальеко \| Анголь \| 22 Анголь \| \| 2 Мальеко \| Анголь \| 23 Кольипульи \| \| 2 Мальеко \| Анголь \| 24 Куракаутин \| \| 2 Мальеко \| Анголь \| 25 Эрсилья \| \| 2 Мальеко \| Анголь \| 26 Лонкимай \| \| 2 Мальеко \| Анголь \| 27 Лос-Саусес \| \| 2 Мальеко \| Анголь \| 28 Лумако \| \| 2 Мальеко \| Анголь \| 29 Пурен \| \| 2 Мальеко \| Анголь \| 30 Ренайко \| \| 2 Мальеко \| Анголь \| 31 Трайгуен \| \| 2 Мальеко \| Анголь \| 32 Виктория \| |                                                     |                    |
| Провинция | Административный центр                              | Коммуна            |
| 1 Каутин | Темуко                                              | 1 Карауэ           |
| 1 Каутин | Темуко                                              | 2 Чольчоль         |
| 1 Каутин | Темуко                                              | 3 Кунко            |
| 1 Каутин | Темуко                                              | 4 Курареуэ         |
| 1 Каутин | Темуко                                              | 5 Фрейре           |
| 1 Каутин | Темуко                                              | 6 Гальварино       |
| 1 Каутин | Темуко                                              | 7 Горбеа           |
| 1 Каутин | Темуко                                              | 8 Лаутаро          |
| 1 Каутин | Темуко                                              | 9 Лонкоче          |
| 1 Каутин | Темуко                                              | 10 Мелипеуко       |
| 1 Каутин | Темуко                                              | 11 Нуэва-Империаль |
| 1 Каутин | Темуко                                              | 12 Падре-Лас-Касас |
| 1 Каутин | Темуко                                              | 13 Перкенко        |
| 1 Каутин | Темуко                                              | 14 Питруфкен       |
| 1 Каутин | Темуко                                              | 15 Пукон           |
| 1 Каутин | Темуко                                              | 16 Сааведра        |
| 1 Каутин | Темуко                                              | 17 Темуко          |
| 1 Каутин | Темуко                                              | 18 Теодоро-Шмидт   |
| 1 Каутин | Темуко                                              | 19 Тольтен         |
| 1 Каутин | Темуко                                              | 20 Вилькун         |
| 1 Каутин | Темуко                                              | 21 Вильяррика      |
| 2 Мальеко | Анголь                                              | 22 Анголь          |
| 2 Мальеко | Анголь                                              | 23 Кольипульи      |
| 2 Мальеко | Анголь                                              | 24 Куракаутин      |
| 2 Мальеко | Анголь                                              | 25 Эрсилья         |
| 2 Мальеко | Анголь                                              | 26 Лонкимай        |
| 2 Мальеко | Анголь                                              | 27 Лос-Саусес      |
| 2 Мальеко | Анголь                                              | 28 Лумако          |
| 2 Мальеко | Анголь                                              | 29 Пурен           |
| 2 Мальеко | Анголь                                              | 30 Ренайко         |
| 2 Мальеко | Анголь                                              | 31 Трайгуен        |
| 2 Мальеко | Анголь                                              | 32 Виктория        |